# Gabor Vajda
Gabor Iwanowycz Vajda (ukr. Ґабор Іванович Вайда, ros. Гавриил Иванович Вайда, Gawriił Iwanowicz Wajda, węg. Gábor Vajda; ur. 11 maja 1944 w Użhorodzie, Węgry) – ukraiński piłkarz pochodzenia węgierskiego, grający na pozycji bramkarza.

## Kariera piłkarska

### Kariera klubowa
Urodził się w Użhorodzie, ale jeszcze w dzieciństwie razem z rodzicami przeprowadził się do peryferyjnego miasteczka Tiaczów. W 1957 rozpoczął karierę piłkarską w miejscowej drużynie klubie Iskra Tiaczów, skąd trafił do Karpat Rachów. Następnie rozpoczął naukę w Leśno-Inżynierskiej Akademii w Leningradzie. Wtedy bronił barw Awtomobilistu Leningrad. Kiedy klub został rozformowany przeszedł do farm klubu Zenitu Bolszewika Leningrad. Został zauważony przez trenerów głównej drużyny i od 1967 występował w pierwszoligowym klubie Zenit Leningrad. Kiedy otrzymał zaproszenie od Karpat Lwów chętnie przyjął propozycję przyłączenia się do ich zespołu. 11 kwietnia 1970 debiutował w koszulce Karpat. W 1973 ukończył karierę piłkarską.

## Kariera trenerska
Karierę trenerską rozpoczął dopiero w wieku 37 lat. W latach 1981–1985 pracował na stanowisku dyrektora Szkoły Piłkarskiej SKA Lwów, w 1989 na stanowisku kierownika klubu odrodzonych Karpat. Od 1990 pracuje na stanowiskach administracyjnych w klubie Karpaty Lwów. Obecnie kieruje działem rozwoju piłki nożnej dzieci i juniorów Karpat.

## Sukcesy i odznaczenia
- Mistrz Pierwoj Ligi ZSRR: (1x)

1970
- Nagrodzony tytułem Mistrz Sportu ZSRR w 1967.